# Хетерија
Хетерија је тајно удружење грчких патриота основано 1814. године у Одеси са циљем организовања устанка за ослобођење од Османског царства. Њени оснивачи су били Николаос Скуфас, Атанасије Цакалов и Емануил Ксантос.
Покрет је на своме почетку имао циљ да се обнови Византија. Међу Србима имао је своје присталице. Једна српска организација налазила се у Нишу, где су били 1821. године похапшени и јавно обешени. Најпознатији међу обешеним је био Владика Милентије.

## Види jош
- Грчки пројект
- Словени у Грчкој